# Hiram Perkins
Hiram Mills Perkins (1833 - 25 de enero de 1924) fue profesor de matemática y astronomía en la Universidad Wesleyana de Ohio, a la que donó el Observatorio Perkins.

## Semblanza
Perkins se crio en una zona rural del estado de Ohio. Su familia, dedicada a la cría de cerdos, profesaba unas profundas convicciones religiosas, lo que facilitó que el joven pudiera acudir a la Universidad Wesleyana de Ohio en Delaware. Allí se graduó y a continuación se convirtió en profesor de matemáticas, empleo que conservaría durante toda su larga carrera (desde 1857 hasta 1907).
Intentó alistarse en el Ejército de la Unión durante la Guerra Civil Americana, pero fue rechazado por su frágil complexión física (medía más de 1,90 m, y apenas pesaba 50 kg). En estas circunstancias, dejó la universidad y volvió a la granja de cerdos familiar. La fuerte demanda de carne para alimentar a las tropas, permitió a Perkins amasar una respetable fortuna al final del conflicto, fortuna que supo incrementar a lo largo de los años gracias a su frugal estilo de vida y a sus acertadas inversiones. Casado con Carrie Barkdull, el matrimonio no tuvo hijos, y la única hermana de Perkins nunca contrajo matrimonio. Ante la ausencia de descendientes directos a los que legar sus cuantiosos bienes, decidió donar a su universidad el dinero necesario para construir un gran observatorio. Tras construirse una primera instalación astronómica junto a la universidad en 1896, se dedicó a promover la construcción del segundo observatorio, que también llevaría su nombre: el Observatorio Perkins, dotado con un telescopio reflector que en su momento se convertiría en el tercer instrumento más grande de Norteamérica.
Perkins y su esposa morirían en 1924, un año antes de poder ver completada la obra a la que habían dedicado la última época de su vida.